# Mladen Drijenčić
Mladen Drijenčić (Vareš, 9. srpnja 1965.), hrvatski bh. bivši košarkaš, danas košarkaški trener

## Uspjesi
U Njemačku je stigao kao kao izbjeglica iz BiH. Strojarski tehničar u Krefeldu godine Drijenčić (DPA ga naziva "pripadnikom hrvatske manjine") s obitelji je pobjegao od rata iz rodne BiH. Prvo se smjestio u Krefeldu kod Düsseldorfa), gdje je radio kao strojarski tehničar. Četiri godine potom Drijenčiću je prijetio izgon iz Njemačke, jer nije imao radnu vizu, bez koje nije smio ostati u zemlji. U Njemačkoj je uspio ostati zahvaljujući košarci, jer da nije bilo nje, morao bi napustiti Saveznu Republiku Njemačku. Zaposlio se kao glavni košarkaški trener i stekao uvjete za vizu. U Krefeldu zovu Mr. Basketball. To je bilo zahtjevno jer Njemačka nije bila košarkaška zemlja i teško je bilo naći radnih mjesta u košarci. U veljači 2015. je preuzeo prvu momčad EWE Baskets iz Oldenburga. Dotad je vodio drugu momčad Oldenburga. S prvom momčadi osvojio je Njemački košarkaški kup, senzacionalno trijumfiravši u vlastitoj dvorani protiv izrazitog favorita Bamberga. Mladenov stariji sin Robert Drijenčić je košarkaš i tog je dana branio boje za Oldenburgov podmladak u Berlinu.  Vrlo je angažiran u košarci i za se kaže da "živi košarku". Na oldenbušku klupu došao je kao prijelazno rješenje, a nakon osvajanja kupa klub mu je ponudio novi ugovor.
Do danas je trenirao klubove SC Bayer 05 Uerdingen, Oldenburger Turnerbund i EWE Baskets Oldenburg. Godine 2013. dobio je novo veliko priznanje u Njemačkoj. Bio je pomoćnik njemačkog izbornika Franka Menza na Europskom prvenstvu u Sloveniji.